# Day trading

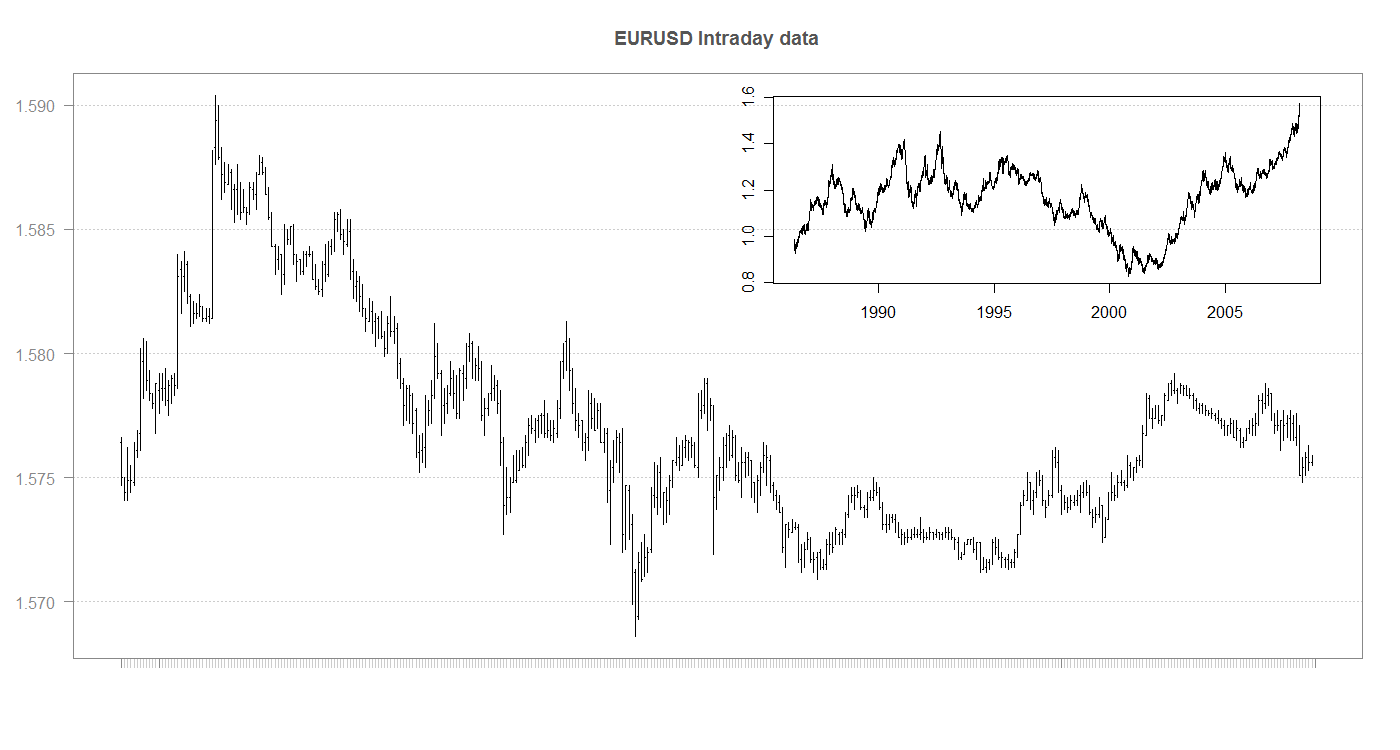
Cotação intraday do Dólar americano/Euro.

Day trading, day(-)trade ou intraday trading (do inglês, literalmente: compra e venda no mesmo dia), é uma modalidade de negociação utilizada em mercados financeiros (como bolsa de valores), que tem por objetivo a obtenção de lucro com a oscilação de preço, ao longo do dia, de ativos financeiros.
O especulador, profissional ou amador, de day trading é chamado de Trader. Tal atividade ganhou impulso com o estabelecimento de bolsas como a NASDAQ (cuja primeira sessão ocorreu em 1971), e de plataformas de negociação eletrônicas, que se tornaram populares pela internet, ao final da década de 1990.
O day trading consiste na compra e venda, ou venda e recompra de um mesmo ativo financeiro (que pode se tratar de ações, derivativos, commodities ou moedas) no mesmo dia, pelo mesmo especulador ou por meio de uma mesma sociedade corretora. Dependendo do prazo entre a compra e venda diferentes, termos específicos, como Scalping são empregados para caracterizar a operação. Neste contexto, negócios de arbitragem são - na maioria - efetuados entre segundos, ou até centésimos ou mesmo milésimos de segundos, como no caso das chamadas Operações de Alta Frequência (em inglês HFT, High Frequency Trading).
Curto tempo na operação é chamado: Scalping, gráficos geralmente utilizados M1 1minuto, M5 5minutos.
Tempo longo nas operações é chamado de Swing, podendo durar até mais que uma semana, gráficos usados H1 H4 D1.
Ao se utilizar da alavancagem financeira, através de recursos como margin trading ou margin buying (uma forma de financiar as transações diárias), para minimizar o peso dos custos de transação (como taxa de corretagem, emolumentos, Impostos etc) envolvidos, o daytrader também maximiza os riscos. 

O Day trading é uma operação altamente especulativa que tanto pode eventualmente trazer ganhos acima da média do mercado para operadores de grande porte ou considerável experiência de mercado, que tenham rígido controle de risco; como também (nas médias estatística e probabilística) caracterizar-se pelo alto risco e a tendência de gerar vultosos prejuízos aos operadores com pouca experiência de mercado, especialmente os de pequeno e médio porte, e que além disso tenham controle de risco frouxo ou inexistente.

## Day trader
Existem vários tipos de day trader, entre eles os institucionais, que trabalham para as instituições financeiras e têm certas vantagens devido ao seu acesso a mais recursos, ferramentas, equipamentos, grandes quantidades de capital e alavancagem, grande disponibilidade de fluxos de fundos  para negociar continuamente no mercados, linhas dedicadas e diretas para centros de dados e de intercâmbio, de comércio e software analítico, equipes de apoio para ajudar e muito mais.
Existem também os retail day traders, que usam corretoras de varejo e, geralmente, o comércio com seu próprio capital, e os algo traders, que usam programas de computador e outras ferramentas para entrar com ordens de negociação automaticamente. Pelo fato de tudo isso acontece com o auxílio do algoritmo de computador, esse processo também é chamado de negociação algorítmica (algo trading, em inglês).

### Brasil
Um levantamento feito entre 2012 e 2017 por alunos de economia da Fundação Getulio Vargas sobre o retorno financeiro da prática, mais especificamente sobre as modalidades de   mini dólar e míni índice, mostrou que dos quase 20 mil investidores pessoa física que começaram a comprar e vender mini índice entre 2013 e 2015, por exemplo, 92,1% desistiram da prática. E das 1.558 das pessoas que persistiram por mais de 300 pregões, 91% tiveram prejuízo. Mais: dos 9% que conseguiram algum com as operações, apenas 13 pessoas (menos de 1%) conseguiram lucro médio diário acima de R$ 300.
Algo muito parecido ocorreu com os investidores que apostaram nos minicontratos de dólar. Dos 14.748 investidores pessoa física que começaram a comprar e vender mini índice entre 2013 e 2015, 92,3% desistiram da prática. Das 1.131 das pessoas que persistiram por mais de um ano (período que alguns canais e casas de análise financeira tem apregoado como suficiente para aprender a mexer com esse ativo), 83% tiveram prejuízo.